# Рідвілл (Південна Кароліна)
Рідвілл (англ. Reidville) — місто (англ. town) в США, в окрузі Спартанберг штату Південна Кароліна. Населення — 1634 особи (2020).

## Географія
Рідвілл розташований за координатами 34°51′57″ пн. ш. 82°6′17″ зх. д. / 34.86583° пн. ш. 82.10472° зх. д. (34.865895, -82.104711).  За даними Бюро перепису населення США в 2010 році місто мало площу 4,41 км², з яких 4,36 км² — суходіл та 0,05 км² — водойми.

## Демографія
Згідно з переписом 2010 року, у місті мешкала 601 особа в 238 домогосподарствах у складі 167 родин. Густота населення становила 136 осіб/км².  Було 296 помешкань (67/км²).
Расовий склад населення:
| - 86,7 % — білих - 7,0 % — чорних або афроамериканців - 1,8 % — азіатів - 1,0 % — вихідців з тихоокеанських островів - 0,5 % — корінних американців - 2,3 % — осіб інших рас |

До двох чи більше рас належало 0,7 %. Частка іспаномовних становила 3,0 % від усіх жителів.
За віковим діапазоном населення розподілялося таким чином: 25,8 % — особи молодші 18 років, 62,4 % — особи у віці 18—64 років, 11,8 % — особи у віці 65 років та старші. Медіана віку мешканця становила 38,3 року. На 100 осіб жіночої статі у місті припадало 89,0 чоловіків;  на 100 жінок у віці від 18 років та старших — 90,6 чоловіків також старших 18 років.
Середній дохід на одне домашнє господарство  становив 68 741 долар США (медіана — 59 792), а середній дохід на одну сім'ю — 81 356 доларів (медіана — 80 568). Медіана доходів становила 41 786 доларів для чоловіків та 40 650 доларів для жінок. За межею бідності перебувало 8,3 % осіб, у тому числі 5,5 % дітей у віці до 18 років та 23,4 % осіб у віці 65 років та старших.
Цивільне працевлаштоване населення становило 391 особа. Основні галузі зайнятості: освіта, охорона здоров'я та соціальна допомога — 23,3 %, роздрібна торгівля — 15,1 %, виробництво — 14,8 %.